# 星期日邮报 (格拉斯哥)
《星期日郵報》（英語：Sunday Mail）是一份在英國蘇格蘭地區逢週日出版的小報版式週報，它與其姊妹報《每日紀事報》同屬影響領域公共有限公司旗下。

### 腳註
1. ↑  如果週日遇上耶誕節則不發行日常版，而是調整至當週週六發行耶誕節特別版。
2. ↑  網址將轉向每日記事報網。《星期日郵報》與《每日紀事報》為同屬蘇格蘭每日記事報與星期天郵報有限公司出版的姊妹報。

### 出典
1. 1 2  . Scottish Daily Record and Sunday Mail Ltd.   [2022-12-08]. （原始内容存档于2023-04-14）.
2. ↑  . 英國發行公信會.   [2022-12-08]. （原始内容存档于2022-12-08）.

## 外部連接
- 官方网站
- 星期日郵報的X（前Twitter）